# Герб Олівейри-де-Аземейша
Ге́рб Оліве́йри-де-Аземе́йша — офіційний символ міста Олівейра-де-Аземейш, Португалія. Використовується як територіальний герб. У синьому щиті срібна стіна з двома срібними баштами, червоними вікнами і брамою. По центру, з-за стіни, росте оливкове дерево натурального кольору із золотими плодами. Обабіч нього, над баштами, два червоні Христові хрести. Щит увінчує срібна мурована міська корона з п'ятьма вежами.  Під щитом біла стрічка, на якій великими літерами напис португальською: «Oliveira de Azeméis» (Олівейра-де-Аземейш).  Офіційно затверджений 13 лютого 1985 року.  

## Галерея

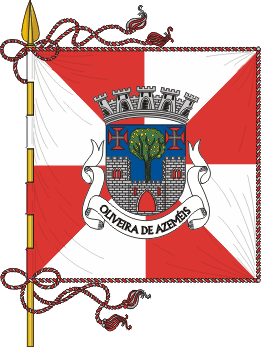
Прапор